# 山口令悟
山口令悟（日语：／ Yamaguchi Reigo，11月24日—）是生于日本東京都的男性聲優。Remax所属。曾经使用的艺名是山口崇浩。

## 人物
兴趣是踊、和孩子们玩耍、玩游戏。特长是後空翻和灵活的脖子。拥有小学、初中、高中教师一级执照、日本漢字能力檢定二级、珠算准初级、心算一级、书法二级的资格。
和81 Produce所属的声优蒔村拓哉是娛樂媒體綜合學院声优艺人学科的同学。

## 演出作品
※粗體字為主要角色。

### 电视动画
2017年
- 風夏（观众）
- 魔物獵人物語 RIDE ON（路人、村人C）
- 咕嚕咕嚕魔法陣（魔王歌唱）

2018年
- 齊木楠雄的災難（仓持前辈、补习班讲师）
- 龍王的工作！（雷的对战对手棋士）
- 牙鬥獸娘（学生）
- citrus～柑橘味香氣～（男性）
- 食戟之靈（2018年 - 2019年、厨师长、男学生A）
- 鋼彈創鬥者 潛網大戰（GM部下）
- 關於我轉生變成史萊姆這檔事（2018年 - 2021年、代理人、加维尔的部下D、士兵A）

2019年
- Endro～！（戴斯约恰A）
- 魔法少女特殊戰明日香（凯吉）
- 輝夜姬想讓人告白～天才們的戀愛頭腦戰～（2019年 - 2020年、学生小田岛、教师）
- 一拳超人（苏彭、蜈蚣后辈、莫西干头、微笑侠、死之加特林）
- 偶像活動Friends！（导演）
- 叛逆性百萬亞瑟王（男性、发牌人）
- Fairy Gone（妖精技师、警备长、匪贼、利斯卡部队兵）
- 炎炎消防隊（2019年 - 2020年、住民、法官、圣阳之影队员、白装束）
- 騷亂時節的少女們。（男学生、齐木、教师、杉本朋友）
- 女高中生的虛度日常（鼻丸先生 / 柴崎、游戏中心男2）
- 胡蝶綺 ～少年信長～（粗暴者）
- 戰姬絕唱SYMPHOGEAR XV（黑衣人B）
- 籃球少年王（2019年 - 2020年、不良、店员、新城部员、观众、男学生）
- 慎重勇者～這個勇者明明超TUEEE卻過度謹慎～（町人）
- 高分少女 第二季（客G、玩家3）
- 巴比倫BABYLON（2019年 - 2020年、枚(搜查员)、护卫C）
- Dr.STONE 新石紀（2019年 - 2022年、明石、大男）
- 我們真的學不來！（后台人员A）

2020年
- 异种族风俗娘评鉴指南（萨利加尼、佣兵）
- 達爾文遊戲（本部警察）
- 索瑪麗與森林之神（村里的老人）
- 格萊普尼爾（男学生）
- 噴嚏大魔王2020（客、播音员）
- 夢夢貓（2020年 - 2021年、篝火怪、工場長、美国人）
- 魔物娘的醫生（斗士A）
- 科學超電磁砲T（野郎）
- Re:從零開始的異世界生活（2020年 - 2021年、青年团、男、青年団员、村民）
- 在地下城尋求邂逅是否搞錯了什麼（2019年 - 2020年、冒险者、住民）
- 黃金神威（健谈的俄罗斯人、威鲁塔家族、士兵、渔夫、看守、囚人）
- 暮蟬悲鳴時（2020年 - 2021年、不良、达芬奇的客人、广播）
- 博人传-火影次世代-（山中湖畔）
- 魔法科高中的劣等生（2020年 - 2024年、黑衣人、进人类前线构成员、黑衣人B）

2021年
- 堀與宮村（中学生）
- 2.43 清陰高中男子排球社（不良、蹬梯子团员）
- 無職轉生～到了異世界就拿出真本事～（人们B、密输团员C）
- 工作細胞（胸腺细胞1）
- 卡片戰鬥!! 先導者 overDress（2021年 - 2023年、石田、雪蟹面具）
- 86—不存在的戰區—（2021年 - 2022年、桑达斯）
- 戰鬥員派遣中！（传令）
- EDENS ZERO（2021年 - 2023年、蛋奇摩、迭戈、里扎尔）
- 死神少爺與黑女僕（2021年 - 2024年、菲利普的随从B、侍者）
- 暗夜第六感（游佐信二）
- SELECTION PROJECT（虎川英太〈AD A〉）
- 月與萊卡與吸血公主（管制官C）
- 境界戰機（大洋洲军士兵）
- 陰陽眼見子（小叔叔）

2022年
- 失格紋的最強賢者（试验官B、裁判、魔族B、野党B、街人、男学生B）
- 舞伎家的料理人（教师、客人）
- Platinum End（电视台工作人员）
- 現實主義勇者的王國重建記（部下）
- 薔薇王的葬隊（从者B、从者、卫兵A）
- Healer Girl 歌癒少女（市政府职员）
- 處刑少女的生存之道（骑士）
- RWBY 冰雪帝國（Grimm）
- 我想成為影之強者！（2022年 - 2023年、司机、骑士、胴元、教团兵、市民）
- IDOLiSH7 Third BEAT!（组合员B）
- 月野藝能事務所（真犯人）
- 後宮之烏（宦官）
- 異世界歸來的舅舅（町人）
- 點滿農民相關技能後，不知為何就變強了。（商人）
- 機動戰士GUNDAM 水星的魔女（2022年 - 2023年、福尔德的夜明操作员、加里尔·利·纳兰卡）

2023年
- 銀砂糖師與黑妖精（职人）
- 和山田談場Lv999的戀愛（美容师、大林）
- 機戰少女Alice Expansion（团子、研究员B）
- 轉生成自動販賣機的我今天也在迷宮徘徊（蛙人魔A、负伤者A、恶党）
- 不死少女的謀殺鬧劇（男）
- 獻祭公主與獸王（盗贼A、奥兹玛尔戈兵A）
- 奇異賢伴（2023年 - 2024年）
- 競速 OVERTAKE!（摄影师）
- 不死不運（2023年 - 2024年、操作员、霍）
- 重生者的魔法一定要特別（记者）
- 暴食狂戰士（领民）
- 靠著魔法藥水在異世界活下去！（顾客）

2024年
- 公主殿下，“拷问”的时间到了（士兵、村民）
- 狩火之王（救护所内人）
- BUCCHIGIRI?!（男学生）
- 反派千金等級99～我是隱藏頭目但不是魔王～（士兵B、阿拉斯塔）
- WIND BREAKER—防風少年—
- 王牌酒保 神之杯（西泽弘幸）
- 偶像大師 閃耀色彩（DJ[4]）
- 黑執事 寄宿學校篇（学生）
- 從Lv2開始開外掛的前勇者候補過著悠哉異世界生活（士兵）
- 刀劍亂舞 迴 -虛傳 燃燒的本能寺-（家臣）
- 神明渴求著遊戲。（使徒）
- 異世界自殺突擊隊（死亡射手[5]）
- 異世界失格（转移者、不良）
- 2.5次元的誘惑（男学生B）
- 天穗之咲稻姬（兔鬼）
- ATRI -My Dear Moments-（袭击犯）
- 魔王軍最強的魔術師是人類（盜賊B）
- Re:從零開始的異世界生活 3rd season（戴納斯）
- 一兆＄遊戲（小混混）
- 刀劍神域外傳 Gun Gale Online II（玩家）
- 村井之恋（肝之守）
- 嘆氣的亡靈想隱退 ～最弱獵人的最強隊伍育成術～（泰吉）
- 神之塔 -Tower of God- 工房戰（波爾、馬德拉克的親信）

2025年
- 青之驅魔師 終夜篇（祓魔師）
- 我的幸福婚約 第2期
- SAKAMOTO DAYS 坂本日常（男子）
- 吸吸吸吸吸血鬼（坂本龍馬）
- 來到棒球場捕捉我吧！（「厚盛」店长）

### 剧场版动画
2017年
- 遊戲人生ZERO（幽灵）

2021年
- 讓我聽見愛的歌聲（实验员）

2023年
- 歡迎來到駒田蒸餾所（湖国酒造所长）

### OVA
- 噬血狂襲（2019年-2020年，副长、兽人、广播声音）- 2季
- 關於我轉生變成史萊姆這檔事（2020年，部下D） - 漫画版第14至16卷 OAD限定版

### 網路動畫
2010年代
- 走投無路危險爺爺（2017年）
- 怪物彈珠（2018年、國民）
- ULTRAMAN（2019年、美濃）
- 高達創戰潛行者Re:RISE（2019年、加薩3兄弟 次男）

2020年代
- 攻殼機動隊：SAC_2045（2020年、掠奪者RB、SP）
- 極道主夫（2021年、小弟、黑道B）
- 星期一的豐滿2（2021年、壯漢P、男学生、空港的男性客、牧場的客人、歡聲、其他）
- 風都偵探（2022年、小弟）
- 境界戰機（2023年、大洋州軍指揮官）
- 鋼彈創鬥者元宇宙（2023年、鄰居）
- 關於我轉生變成史萊姆這檔事 柯里烏斯之夢（2023年、泰德隆）}}
- 怪物彈珠 艾兒 墮天之覺醒（2024年、歷史老師）

### 遊戲
2017年
- ENDRIDE ～X fragments～
- 無雙☆群星大會串
- 在地下城尋求邂逅是否搞錯了什麼～記憶憧憬～
- 魔法氣泡大冒險（2017年 - 2020年、サゴ[6]、フレッド[7]、リュード[8]）
- 使命召唤：二戰

2018年
- 【18】キミト ツナガル パズル（美国武士マイケル[9]、音速忍者ハヤテ[10]）
- 交鋒聯盟（アァッ投擲チャンプ クロテナ、パーフェクトペア シド、熱血トレーナー ステップ）
- 怪物彈珠（2018年 - 2024年 潘加朱姆[11]、奪奪家力[11]、寇蒂莉亞&李爾〈李爾〉[12]、卡迪卡・多拉貢[13]、久遠〈劉希〉[14]、磯龍捲[15]）
- 奇異人生：暴風前夕（スタン・スタンウィック）
- 英雄傳說 閃之軌跡IV -THE END OF SAGA-（イーグレット伯爵）

2021年
- JACKJEANNE

2022年
- Pokemon Mezastar（ヨウイチ[16]）

2023年
- 緋染天空 Heaven Burns Red（習志野ドーム居民）
- 蔚藍色法則[17]
- Final Fantasy XVI[18]

2024年
- 地下城與勇士（克拉迪斯[19]）
- 來自星塵（流民3號[20]）
- 恋は職場で（長妻史彦[21]）